# حسن مصطفی
حسن مصطفی (عربی: حسن مصطفى؛ زادهٔ ۲۰ نوامبر ۱۹۷۹) یک بازیکن فوتبال اهل مصر است.

## باشگاهی
از باشگاه‌هایی که در آن بازی کرده‌است می‌توان به باشگاه ورزشی زمالک، باشگاه فوتبال الوحده عربستان سعودی، باشگاه ورزشی الاهلی مصر، اشاره کرد.

## تیم ملی
وی همچنین در تیم ملی فوتبال مصر بازی کرده‌است.